# 임계선
틀:장이론
|         |          | 반응 후        |          |                 |      |
| 고체    | 액체     | 기체           | 플라스마 |                 |      |
| 반응 전 | 고체     | 고체-고체 변화 | 용융     | 승화            | —    |
| 반응 전 | 액체     | 결빙           | —        | 끓음 / 증발     | —    |
| 반응 전 | 기체     | 증착           | 응축     | —               | 전리 |
| 반응 전 | 플라스마 | —              | —        | 재결합 / 탈전리 | —    |

임계선（臨界線, critical line）은 통계물리학 및 장이론에서 상전이가 일어나는 임계점이 매개변수 공간 상에서 연속적으로 배열되어 형성하는 일종의 기하학적 구조이다. 이는 단일 임계점과 달리, 무한개의 상전이 지점을 포함하는 연속체로서, 임계현상, 스케일 불변성, 등각 대칭 등의 발생 조건을 보다 풍부하게 제공한다.

## 정의 및 일반 개념
임계선은 일반적으로 온도 {\displaystyle T}, 외부장 {\displaystyle h}, 상호작용 계수 {\displaystyle J} 등 상태 변수의 공간에서, 시스템이 상전이 또는 자발 대칭 붕괴를 겪는 점들의 집합이다. 예컨대, 2차원 이징 모형의 경우 {\displaystyle h=0} 하에서 {\displaystyle T=T_{c}}에서 상전이가 일어나며, 이 {\displaystyle T_{c}}는 특정 조건 하의 임계선에 속한다.

## 수학적 구조
임계선 상의 점들은 일반적으로 다음 특성을 공유한다.
- 상전이가 발생한다 (대개 연속 상전이)
- 상관 길이 {\displaystyle \xi }가 발산한다: {\displaystyle \xi \to \infty }
- 물리량이 스케일 법칙을 따르며, 임계 지수로 특성화됨
- 등각장이론 또는 양자장이론으로 기술 가능

## 예시

### 2차원 이징 모형
{\displaystyle Z=\sum _{\{\sigma _{i}\}}\exp \left(\beta \sum _{\langle i,j\rangle }\sigma _{i}\sigma _{j}+h\sum _{i}\sigma _{i}\right)}
이징 모형에서 외부 자기장 {\displaystyle h=0} 하의 임계 온도 {\displaystyle T_{c}}는 임계선의 한 점이다. 만약 {\displaystyle h\neq 0}이더라도 다른 조건 하에서 상전이가 지속된다면, 이들은 임계선을 형성할 수 있다.

### 양자장이론에서의 임계선
양자장이론에서는 이론공간(theory space) 상의 베타 함수 {\displaystyle \beta (g)}의 고정점 {\displaystyle \beta (g^{*})=0}이 연속적으로 존재할 경우, 이들은 이론적 임계선을 형성한다. 대표적으로 양-밀스 이론의 자기이중성 또는 RG 흐름의 다양체가 임계선의 개념으로 해석된다.

## 응용
- 임계 현상 및 스케일 불변성의 연구
- 등각장이론 모델의 분류
- 재규격화 군 이론에서의 고정점 공간 분석
- 고에너지물리학과 응집물질물리학의 접점

## 관련 개념
- 임계점 (통계역학)
- 상전이
- 스케일 불변성
- 등각장이론
- 재규격화 군
- RG 흐름
- 임계 지수

## 참고 문헌
- Goldenfeld, N. (1992). 《Lectures on Phase Transitions and the Renormalization Group》. Perseus Books.
- Cardy, J. (1996). 《Scaling and Renormalization in Statistical Physics》. Cambridge University Press.
- Itzykson, C. and Drouffe, J.-M. (1989). 《Statistical Field Theory》. Cambridge University Press.